# Eotetranychus paracybelus
Eotetranychus paracybelus är en spindeldjursart som beskrevs av Gutierrez 1967. Eotetranychus paracybelus ingår i släktet Eotetranychus och familjen Tetranychidae. Inga underarter finns listade i Catalogue of Life.